# Rhysodesmus knighti
Rhysodesmus knighti är en mångfotingart som beskrevs av Chamberlin 1941. Rhysodesmus knighti ingår i släktet Rhysodesmus och familjen Xystodesmidae. Inga underarter finns listade i Catalogue of Life.